# Гікорі-Гроув (Південна Кароліна)
Гікорі-Гроув (англ. Hickory Grove) — місто (англ. town) в США, в окрузі Йорк штату Південна Кароліна. Населення — 449 осіб (2020).

## Географія
Гікорі-Гроув розташоване за координатами 34°58′42″ пн. ш. 81°25′5″ зх. д. / 34.97833° пн. ш. 81.41806° зх. д. (34.978463, -81.418059).  За даними Бюро перепису населення США в 2010 році місто мало площу 4,33 км², уся площа — суходіл.

## Демографія
Згідно з переписом 2010 року, у місті мешкало 440 осіб у 163 домогосподарствах у складі 117 родин. Густота населення становила 102 особи/км².  Було 187 помешкань (43/км²).
Расовий склад населення:
| - 70,0 % — білих - 25,9 % — чорних або афроамериканців - 0,9 % — корінних американців - 0,2 % — азіатів |

До двох чи більше рас належало 3,0 %. Частка іспаномовних становила 0,9 % від усіх жителів.
За віковим діапазоном населення розподілялося таким чином: 26,6 % — особи молодші 18 років, 61,1 % — особи у віці 18—64 років, 12,3 % — особи у віці 65 років та старші. Медіана віку мешканця становила 40,0 року. На 100 осіб жіночої статі у місті припадало 92,1 чоловіків;  на 100 жінок у віці від 18 років та старших — 91,1 чоловіків також старших 18 років.
Середній дохід на одне домашнє господарство  становив 63 871 долар США (медіана — 58 125), а середній дохід на одну сім'ю — 63 138 доларів (медіана — 56 875). За межею бідності перебувало 14,9 % осіб, у тому числі 25,6 % дітей у віці до 18 років та 1,9 % осіб у віці 65 років та старших.
Цивільне працевлаштоване населення становило 232 особи. Основні галузі зайнятості: освіта, охорона здоров'я та соціальна допомога — 19,0 %, виробництво — 15,9 %, транспорт — 12,5 %, будівництво — 10,3 %.